# Wang Fei (fotbollsspelare)

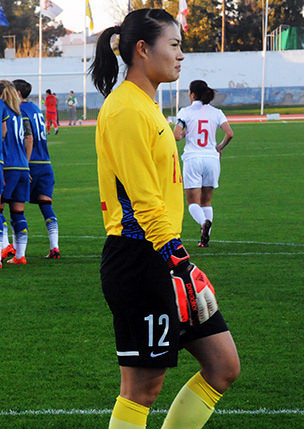
Wang Fei (2015)

Wang Fei, född den 22 mars 1990, är en fotbollsspelare (målvakt) från Kina. Hon tillhör den tyska fotbollsklubben FFC Turbine Potsdam.
Wang Fei var en del av Kinas trupp i världsmästerskapet i Kanada år 2015 där hon agerade förstamålvakt. Hon gjorde sin landslagsdebut i en match mot Australien den 24 november 2012.